# Acrochordum plitvicense
Acrochordum plitvicense är en mångfotingart som först beskrevs av Karl Wilhelm Verhoeff 1929.  Acrochordum plitvicense ingår i släktet Acrochordum och familjen Trachygonidae. Inga underarter finns listade i Catalogue of Life.